# Théâtre romain d'Ascoli Piceno
Le théâtre romain d'Ascoli Piceno est situé dans la partie ouest de centre historique d'Ascoli Piceno, province d'Ascoli Piceno dans la région des Marches,.

## Historique
Le théâtre romain a été découvert lors de fouilles réalisées en 1932, puis en 1951 et 1959, adossé au Colle dell'Annunziata, autrefois appelé Colle Pelasgico.
L'habitude de construire de tels bâtiments sur les flancs des collines était souvent et largement répandue afin de rendre le coût de construction moins onéreux. Un autre exemple est le théâtre romain de Fermo.
Il présente l'hémicycle de marches orienté au nord, afin de protéger les spectateurs de l'exposition au soleil pendant la journée. Sa construction remonte au Ier siècle av. J.-C., avec des restaurations et des agrandissements ultérieurs dans la première moitié des Ier et IIe siècles.

## Description
Les secteurs qui se distinguent dans le bâtiment sont l'orchestra et la cavea, destinée à accueillir le public, composée de 32 radiales visibles, d'un diamètre maximum de 95 m, réalisées en travail presque réticulé avec des carreaux de travertin. 
Près de l'entrée ouest, l'exèdre semi-circulaire, du Ier siècle, partiellement enterrée, présente des murs en opus reticulatum. Cet espace servait probablement de salle d'attente. Elle s'ouvre à l'intérieur d'une abside rectangulaire, recouverte de marbre polychrome et de demi-colonnes.
Le théâtre est resté inutilisé pendant des siècles, après l'année 578, à la suite des pillages et des destructions lombardes dont a souffert la ville.
Cet état d'abandon a encouragé les habitants d'Ascoli à utiliser les matériaux de construction actuels qui ont été récupérés et réutilisés, au fil des siècles, soit pour construire des bâtiments médiévaux, soit pour la production de chaux, comme en témoignent les fours trouvés à proximité. Le temps et les glissements de terrain l'ont ensuite caché en l'enfouissant.

### La réouverture en 2010
En juillet 2010, le théâtre romain a rouvert ses portes pour accueillir des spectacles pendant les mois d'été. Après une longue restauration réalisée avec la contribution de la Fondation CARISAP et de la Commune d'Ascoli Piceno, un morceau d'histoire de la ville d'Ascoli est redevenu un lieu de représentation et de divertissement culturel.

## Galerie

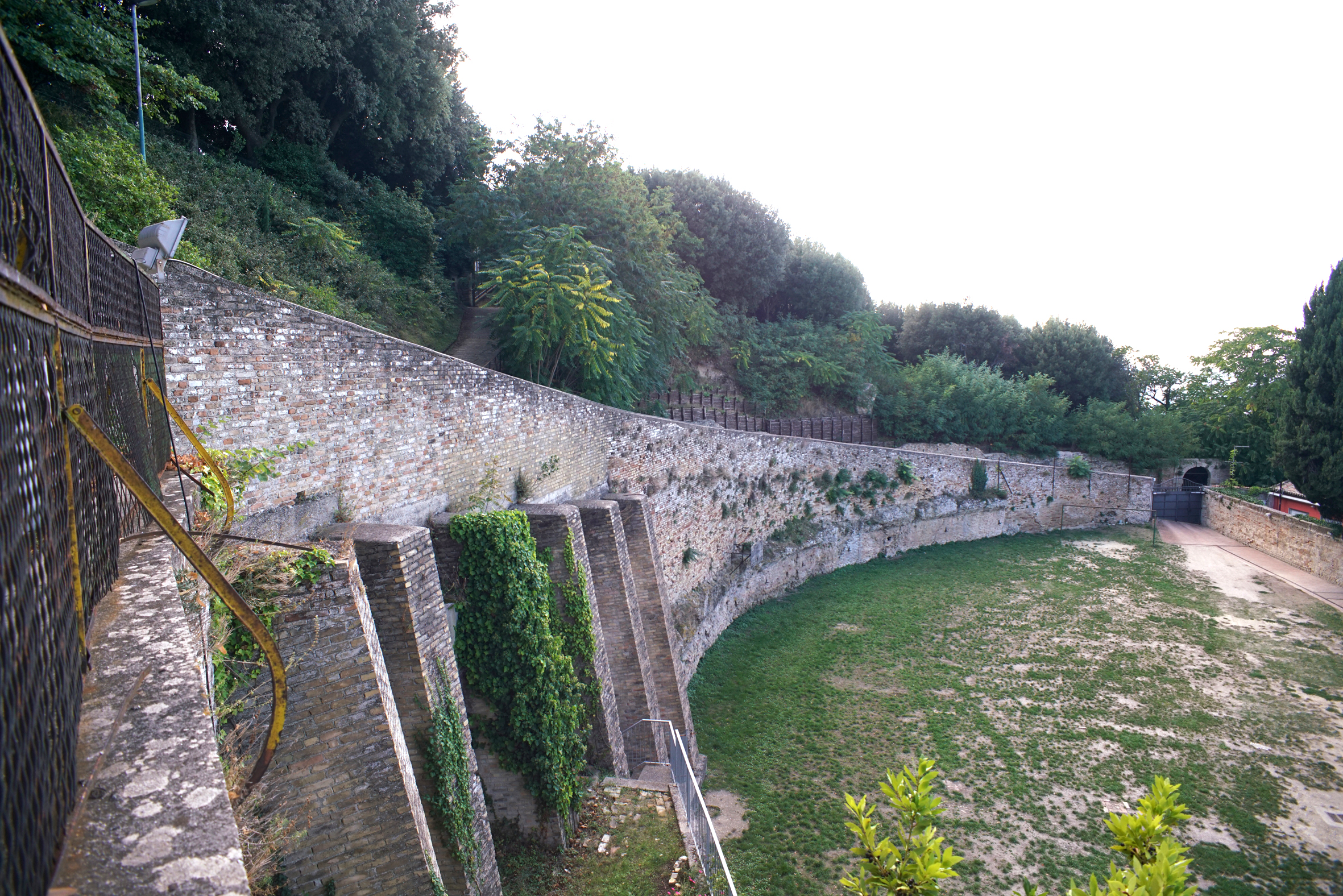
Vestiges du théâtre romain de Fermo.
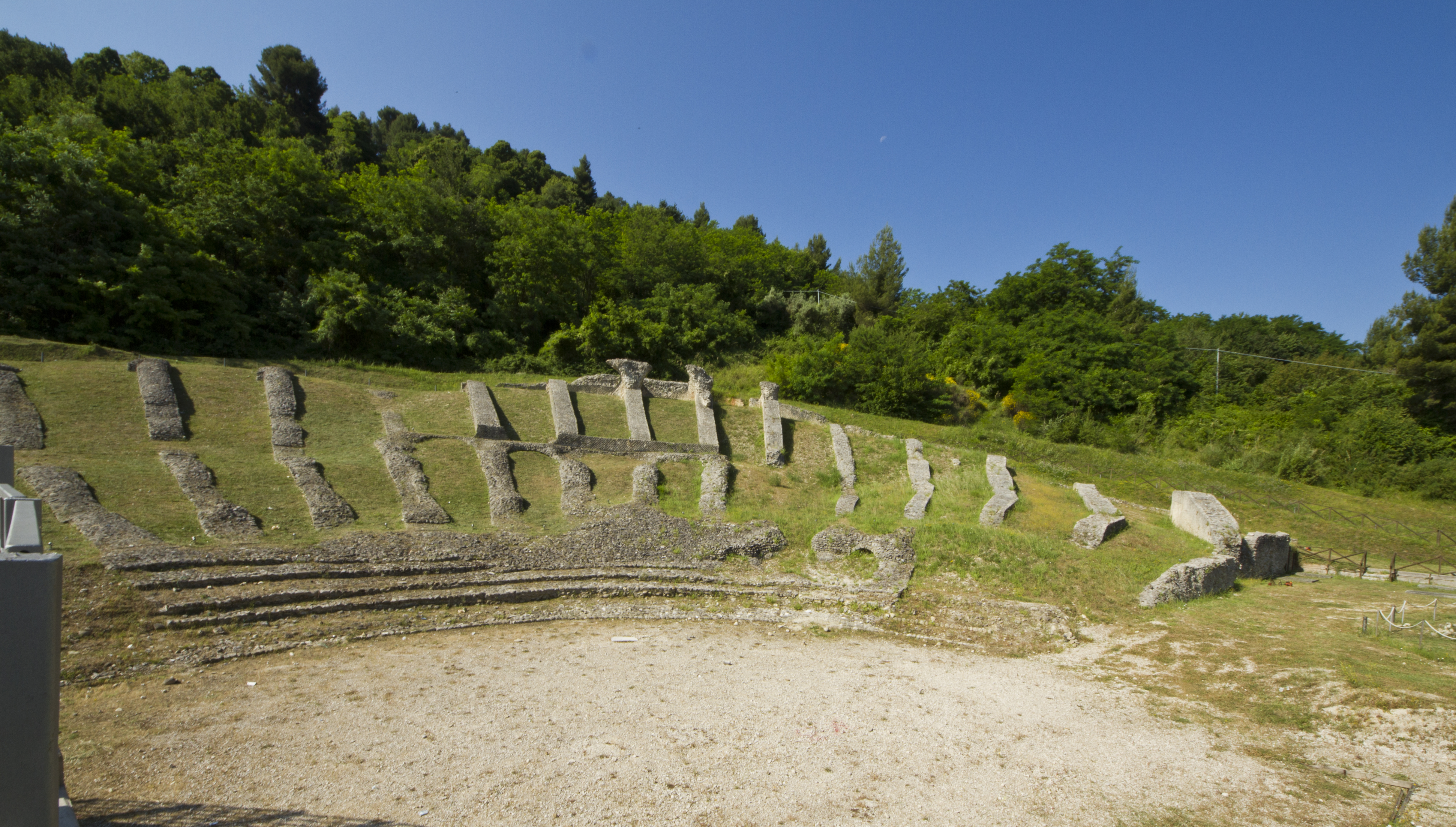
Le théâtre romain d'Ascoli Piceno en 2015.